# DissOnline
DissOnline (Dissertationen Online) war ein DFG-Projekt, das sich 1998–2000 mit der digitalen Aufbereitung, der Archivierung und dem Retrieval von Hochschulschriften beschäftigte.
Im Anschluss an das Projekt richtete die Deutsche Nationalbibliothek (DNB), die seit 1998 Online-Hochschulschriften – speziell Dissertationen – und andere elektronische Publikationen sammelt, die Koordinierungsstelle DissOnline ein, die von 2003 bis 2004 im DFG-Projekt „Aufbau einer Koordinierungsstelle für Online-Hochschulschriften“ gefördert wurde. Im Jahr 2012 wurde DissOnline vollständig ins Angebot der DNB integriert.